# Пессимистическая индукция
Пессимистическая индукция или мета-индукция (англ. pessimistic induction, pessimistic meta-induction) — аргумент в философии науки, критикующий положения научного реализма. Согласно мета-индукции, истинность современных научных теорий ставится под сомнение из-за самой истории науки. В прошлом существовали эмпирически успешные теории, которые, спустя некоторое время, оказывались ложными. Поэтому мы не можем делать вывод об истинности наших современных теорий, так как они с большой вероятностью являются ложными.
Впервые аргумент был выдвинут Лари Лауданом в 1981 году в его работе «A confutation of convergent realism».

## Пессимистическая индукция Л. Лаудана
Аргумент, высказанный Л. Лауданом в 1981 году, критиковал тенденцию научного реализма связывать успешность теорий с их референциональностью и приблизительной истинностью. В работе «A confutation of convergent realism» Л. Лаудан формулирует вопрос об обоснованности такой связи, приводя в пример теории прошлого, опровергающие её.
Лаудан критикует утверждения реалистов об успешности и референциях, называя их ложными, либо слишком двусмысленными, чтобы быть приемлемыми. Они, согласно Лаудану, слишком либеральны, если критерием успешности для реалистов была возможность выдвигать правильные прогнозы, а смыслом референциональности: возможность терминов иметь референцию даже в тех случаях, когда притязания, выдвинутые теорией ложны.
Всего он выделяет 5 утверждений, которых придерживаются реалисты:
1. Научные теории (по крайней мере в «зрелых» науках), как правило, приблизительно верны, а новые теории ближе к истине, чем более старые в той же области.
2. Термины научных теорий являются референтными.
3. Последующие теории науки будут сохранять преемственность с более ранними теориями (то есть более ранние теории будут «предельными случаями» более поздних теорий)
4. Принимаемые новые теории объясняют и должны объяснять, почему их предшественники были успешны, и почему они будут успешны.
5. Тезисы 1-4, подразумевают, что научные теории должны быть успешными.[1]

Суждение реалистов об ожидаемом эмпирическом успехе референтых теорий ложно, так как референтная теория необязательно должна быть такой, чтобы все, или большинство конкретных утверждений, которые она выдвигает в отношении свойств объектов и их способов взаимодействия, были верны. Кроме того, возможно сформулировать неуспешные, но референтные теории. Аргументация Лаудана также опровергает возможность вывода из успешности теорий референциональность их терминов. Следовательно, эмпирическая успешность научной теории не гарантирует даже приблизительную истинность, между ними нет связи, точно также нельзя говорить о сохранении и наследовании терминов при их переходе из одной теории в другую.
Реализм не выдерживает проверку историческим материалом. Для Лаудана, действительный работающий принцип в науке — принимать эмпирически успешную теорию, независимо от того, включает она теоретические законы другой или нет.

## Критика мета-индукции

### Критика по критерию выборки
Верность пессимистической индукции оспаривается с разных сторон. Так Марк Ланж писал об обороте элементов индукции (англ. turnover). Чтобы разобраться рассмотрим пример приводимый им же: среди бывших менеджеров бейсбольных команд подавляющее большинство имеет больше поражение чем побед. Опираясь на эту статистику, можем сказать, что и среди нынешних менеджеров команд наблюдается такая же картина. Это очевидно не так. Менеджера с плохой статистикой уволят и вряд ли возьмут на работу в другой клуб его карьера закончится. В то как время успешный менеджер будет и далее занимать свой пост. То есть большинство «плохих» менеджеров появляется из того, что люди, которые не обладающие теми или иными качествами пробуют управлять командой. Их будут заменять пока не найдётся кандидатура, справляющаяся со своими обязанностями.

#### Критика по критерию успеха
Также критикуют аргументацию сторонников пессимистической индукции. Например, в статье Льюиса встречаем разбор «аргумента Патнэма», которую также называют «катастрофическая индукция». Этот аргумент звучит так:
1. Предположим, что большинство современных научных теорий верны.
2. Тогда большинство прошлых научных теорий ложны, поскольку они существенно отличаются от современных теорий.
3. Таким образом, с помощью индукции мы делаем вывод, что большинство современных научных теорий, вероятно, ложны.

 Однако этот аргумент предполагает, что современные теории не отличались от прошлых теорий по их отношению к истине, но они отличаются. Мы не отвергаем современные теории потому, что они имеют объяснительный или предсказательный успех, которого не имеется у прошлых теорий. Тот факт, что неудачные прошлые теории являются ложными, сам по себе не ставит под сомнение истинность успешных текущих теорий.
Расширенную версию аргумента Патнэма можно встретить у Лаудана. Звучит он так:
1. Предположим, что успех теории — это надёжный тест на её истинность.
2. Большинство современных научных теорий являются успешными.
3. Таким образом, большинство современных научных теорий верны.
4. Тогда большинство прошлых научных теорий ложны, поскольку они существенно отличаются от современных теорий.
5. Многие из этих ложных теорий прошлого были успешными.
6. Таким образом, успех теории не является надёжным тестом на её истинность

Комментарии выше относительно аргумента Патнэма одинаково хорошо применимы и здесь. Если же рассматривать предпосылку (5), которую Лаудан подтверждает многочисленными примерами знаменитых успешных, то возникает противоречие. Учитывая эти исторические факты, он приходит к выводу, что успех не может быть надёжным тестом на истинность научных теорий. Этот вывод противоречит первоначальному предположению и, следовательно, подрывает аргумент научного реалиста о том, что большинство современных научных теорий истинны.
Льюис утверждает, что такое тяжёлое вооружение неоправданно, поскольку аргумент, на который нападают, является ложным. Ошибочное движение происходит между посылкой (5) и выводом. То, что многие ложные теории прошлого были успешными, не оправдывает утверждения, что успех не является надёжным тестом на истинность.
Это заблуждение касается понятия надёжности. Рассмотрим стандартную характеристику надёжности теста с точки зрения показателей ложноположительности и ложноотрицательности. Например, для диагностического теста на какое-либо заболевание ложноположительная частота-это вероятность того, что тест даёт положительный результат, учитывая, что у пациента нет заболевания, а ложноотрицательная частота-это вероятность того, что тест даёт отрицательный результат, учитывая, что у пациента есть заболевание. Поскольку это два пути, по которым тест может пойти не так, надёжный тест-это тот, в котором ложноположительная скорость и ложноотрицательная скорость оба достаточно малы.
По существу, научный реалист утверждает, что успех может быть использован как проверка истинности теорий, поскольку мы можем непосредственно наблюдать только успех теории, но не её истинность. Для такого теста ложноположительным был бы случай, когда теория ложна, но успешна, а ложноотрицательным-случай, когда теория истинна, но неудачна. Утверждая, что успех обеспечивает надёжный тест на истинность, реалист утверждает, что процент ложных положительных и ложных отрицательных результатов низок. Если это действительно так, то если большинство современных научных теорий успешны, то из этого дедуктивно следует, что большинство современных теорий истинны, как того требует научный реалист.

## Альтернатива
Стэнфорд предложил собственное альтернативное объяснение данной теории, согласно которой смене научных парадигм мы обязаны не тому, что теории становятся неверными, а тому, что меняется вектор теоретического развития. На самом деле эмпирические данные, которые имеются у учёных, могут объяснить многие явления, однако в текущий момент времени эмпирические данные подтверждают то, на что учёные обращают своё внимание, и в зависимости от того, какую теорию разрабатывают. В дальнейшем, если появится новая теория, то старую могут отвергнуть, однако эмпирическая база коренным образом не изменится.